# Yoan Pablo Hernández
Yoan Pablo Hernández Suárez (nació el 28 de octubre de 1984 en Pinar del Río, Cuba) es un boxeador profesional cubano. Hernández pelea en la división de los cruceros. Fue campeón mundial crucero de The Ring y de la IBF.

## Carrera amateur
Yoan Pablo Hernández comenzó a boxear con el equipo nacional de Cuba a una temprana edad. Obtuvo la medalla de plata en el Campeonato Mundial de Cadetes (menores de 17 años) de 2001 en la categoría de las 201 lbs (91 kg). Ganó en el Campeonato Mundial Júnior realizado en Santiago de Cuba de 2002, en la división de los pesados, pero perdió dos veces ante su compatriota Odlanier Solís y se vio obligado a bajar de división. En el peso semipesado (80,7 kg) en el año 2003 Hernández ganó la medalla de plata en los Juegos Panamericanos en Santo Domingo donde perdió ante Ramiro Reducindo.
Participó en los Juegos Olímpicos de Atenas 2004 en la división de los semipesados con el equipo Cubano. Perdió en la segunda ronda contra el boxeador ruso Evgeny Makarenko (doble campeón mundial en la división).
A pesar de que era considerado uno de los mejores prospectos del boxeo cubano, dejó su tierra natal por Alemania y actualmente vive en la ciudad de Halle.

### Logros en Amateur
- 2001 Campeón cubano junior de los peso pesados
- Campeonatos Mundiales Juveniles como peso pesado, en Bakú, Azerbaiyán. Los resultados fueron:
  - Derrotó a Dato Dundva (Georgia) por puntos
  - Derrotó a Rufat Hairbekov (Azerbaiyán) por puntos
  - Perdió ante Siergej Ivanov (Rusia) por puntos
- Campeonatos Mundiales Junior 2002 como peso pesado, en Santiago de Cuba, Cuba. Los resultados fueron:
  - Derrotó a Justin White (Canadá) RTD 1
  - Derrotó a Vitaly Mikhyeyenko (Ucrania) 31-11
  - Derrotó a Stefan Koeber (Alemania) RSC 3
  - Derrotó a Parfait Amougou (Camerún) RSC 3 (gana la medalla de oro)
- Juegos Panamericanos 2003 como semipesado, en Santo Domingo, República Dominicana. Los resultados fueron:
  - Derrotó a Eduardo Beltran (Ecuador) RSC 1
  - Derrotó a Argenis Casimiro Núñez (República Dominicana) RSC 4
  - Perdió ante Ramiro Reducindo (México) 20-37 (Gana la medalla de plata)
- Representó a Cuba como semipesado en los Juegos Olímpicos de Atenas 2004. Los resultados fueron:
  - Primera ronda paso directo:
  - Perdió ante Evgeny Makarenko (Rusia) 18-30
- 2003 Fue noqueado por Odlanier Solís en el tercer round de una competición Cubana de boxeo amateur en la división de los pesos pesados
- 2004 Obtuvo el tercer lugar en la competencia nacional Cubana de peso semipesado, perdiendo por puntos ante Vladimir Linares Mesquia RSC 4
- 2005 Campeón Nacional de Cuba (peso semipesado)

## Carrera profesional
Hernández es un boxeador rápido pero de poca pegada, actualmente pelea en la división de los cruceros. Hernández noqueó a Daniel Bispo en el primer round para ganar así el título vacante Fedelatin de la WBA en el peso Crucero.  El 29 de diciembre de 2007, noqueó al retador al título mundial Mohamed Azzaoui para retener su título Fedelatin de la WBA y ganar así el título vacante Latino del WBC; sin embargo sufrió su primera derrota como profesional el 29 de marzo de 2008, cuando perdió por TKO en el tercer round ante el ex campeón Wayne Braithwaite de Guyana, después de haber estado adelante en las tarjetas en los dos primeros round, e incluso tuvo mal a Braithwaite durante el primer round. Hernández fue arrogante durante el tercer round y dejó de golpear a Braithwaite, lo que le permitió a su oponente atacar y hacer caer a Hernández tres veces en aquel round. En su siguiente pelea le ganó claramente por UD al prospecto Aaron Williams.
El 19 de setiembre de 2009, Hernández derrotó a Enad Licina con una amplia decisión unánime por el Título Intercontinental Crucero de la IBF, convirtiéndose en el primer cubano en ganar dicho título.
El 13 de marzo de 2010, Hernández hizo la primera defensa de su título ante Cesar David Crenz por decisión unánime.
El 12 de febrero de 2011, Hernández ganó el Título Crucero Interino de la WBA ganándole por nocaut a Steve Herelius. Con esta victoria tuvo un récord de 10 peleas ganando, desde su derrota ante Braithwaite, y mejoró su registro a 24-1 (13 nocauts).
El 1 de octubre de 2011 en Nuevo Brandeburgo Alemania, Hernández derrotó a Steve Cunningham en el sexto round por decisión técnica para ganar así el Título Crucero de la IBF. La pelea fue detenida por un corte de Hernández ocasionado por un choque de cabezas, sin embargo algunos consideraron que la victoria fue controversial. Cunningham cayó en el primer round después de recibir un golpe de izquierda de Hernández, aunque el réferi Mickey Vann decidió que continúe la pelea a pesar de que Cunningham parecía haber estado sentido, la cuenta fue también polémica por ser algo lenta. Cunningham reapareció durante el segundo y tercer round, tirando potentes golpes a Hernández al cuerpo en aquellos asaltos sobre todo en el tercero. Sin embargo éste round también fue controversial, debido a que Hernández fue golpeado con un cabezazo accidental que le ocasionó un corte y que muchos consideraron fue intencional; no obstante el réferi no detuvo la pelea, ni tampoco le hizo una advertencia a Cunningham. Durante el cuarto round, ambos peleadores estuvieron más o menos al mismo nivel, con Cunningham lanzando su jab y Hernández lanzando a combinaciones. Durante el quinto round, Hernández accidentalmente golpeo a Cunningham detrás de la cabeza cuando el réferi Vann estaba separándolos de un clinch. Durante el sexto round la esquina de Hernández como el médico del ring inspeccionaron el corte provocado por el cabezazo de Cunningham. Posteriormente Hernández parecía estar listo para continuar el round, sin embargo el réferi detuvo la pelea debido a que el médico consideró que Hernández no podía continuar. La puntuación fue 57-56 para Cunningham, 58-55 y 59-54 para Hernández.
Se llevó a cabo en Fráncfort del Meno Alemania una revancha el 4 de febrero de 2012. El ganador de ésta pelea iba a ser considerado Campeón Mundial Crucero de The Ring, esta vez Cunningham cayó a la lona en dos ocasiones en el cuarto round; y finalmente Hernández ganó por decisión unánime, reteniendo así su Título Mundial Crucero de la FIB.

## Récord profesional
| 29 Ganadas (14 KOs), 1 Derrota |        |                      |      |             |            |                                                                    |                                                                                                  |
| Res.                           | Record | Oponente             | Tipo | Rd., Tiempo | Datos      | Localidad                                                          | Notas                                                                                            |
| G                              | 29-1   | Firat Arslan         | SD   | 12          | 2014-08-16 | Messehalle, Erfurt, Thüringen, Alemania                            | Retiene los Títulos Crucero de la IBF y de The Ring.                                             |
| G                              | 28-1   | Alexander Alekseev   | KO   | 10 (12)     | 2013-11-23 | Stechert Arena, Bamberg, Bayern, Alemania                          | Retuvo los Títulos Crucero de la IBF y de The Ring.                                              |
| G                              | 27-1   | Troy Ross            | UD   | 12          | 2012-09-15 | Stechert Arena, Bamberg, Bayern, Alemania                          | Retuvo los Títulos Crucero de la IBF y de The Ring.                                              |
| G                              | 26-1   | Steve Cunningham     | UD   | 12          | 2012-02-04 | Fraport Arena, Frankfurt, Hessen, Alemania                         | Retuvo el Título Crucero de la IBF Ganó el título vacante de The Ring.                           |
| G                              | 25-1   | Steve Cunningham     | TD   | 6 (12)      | 2011-10-01 | Jahnsportforum, Neubrandenburg, Mecklenburg-Vorpommern, Alemania   | Ganó el Título Mundial Crucero de la IBF.                                                        |
| G                              | 24-1   | Steve Herelius       | KO   | 7 (12)      | 2011-02-12 | RWE Rhein-Ruhr Sporthalle, Muelheim, Nordrhein-Westfalen, Alemania | Ganó el Título interino Crucero de la WBA.                                                       |
| G                              | 23-1   | Ali Ismailov         | KO   | 8 (8)       | 2010-12-18 | Max Schmeling Halle, Prenzlauer Berg, Berlín, Alemania             |                                                                                                  |
| G                              | 22-1   | Zack Page            | UD   | 8           | 2010-06-05 | Jahnsportforum, Neubrandenburg, Mecklenburg-Vorpommern, Alemania   |                                                                                                  |
| G                              | 21-1   | Cesar David Crenz    | UD   | 12          | 2010-03-12 | Max Schmeling Halle, Prenzlauer Berg, Berlín, Alemania             | Retuvo el Título Intercontinental de la IBF.                                                     |
| G                              | 20-1   | Enad Licina          | UD   | 12          | 2009-10-17 | O2 World Arena, Kreuzberg, Berlín, Alemania                        | Ganó el Título Crucero Intercontinental de la IBF.                                               |
| G                              | 19-1   | Aaron Williams       | UD   | 8           | 2009-05-09 | Jako-Arena, Bamberg, Bayern, Alemania                              |                                                                                                  |
| G                              | 18-1   | Micky Steeds         | KO   | 5 (8)       | 2009-02-28 | Jahnsportforum, Neubrandenburg, Mecklenburg-Vorpommern, Alemania   |                                                                                                  |
| G                              | 17-1   | Michael Simms        | MD   | 8           | 2008-10-25 | Weser-Ems-Halle, Oldenburg, Niedersachsen, Alemania                |                                                                                                  |
| G                              | 16-1   | Santiago De Paula    | TKO  | 5 (8)       | 2008-08-30 | Max Schmeling Halle, Prenzlauer Berg, Berlín, Alemania             |                                                                                                  |
| G                              | 15-1   | Stefan Raaff         | RTD  | 3 (8)       | 2008-06-07 | Karl Eckel Halle, Hattersheim am Main, Hessen, Alemania            |                                                                                                  |
| D                              | 14-1   | Wayne Braithwaite    | TKO  | 3 (12)      | 2008-03-29 | Sparkassen-Arena, Kiel, Schleswig-Holstein, Alemania               | Pierde los Títulos Crucero Fedelatin de la WBA y Latino del WBC.                                 |
| G                              | 14-0   | Mohamed Azzaoui      | KO   | 3 (12)      | 2007-12-29 | Seidensticker Halle, Bielefeld, Nordrhein-Westfalen, Alemania      | Retuvo el Título Fedelatin Crucero de la WBA Ganó el Título Latino del WBC de la misma división. |
| G                              | 13-0   | Ismail Abdoul        | UD   | 8           | 2007-10-27 | Messehalle, Erfurt, Thüringen, Alemania                            |                                                                                                  |
| G                              | 12-0   | Daniel Bispo         | KO   | 1 (10)      | 2007-08-18 | Max Schmeling Halle, Prenzlauer Berg, Berlín, Alemania             | Ganó el Título vacante Fedelatin Crucero de la WBA.                                              |
| G                              | 11-0   | Thomas Hansvoll      | KO   | 1 (8)       | 2007-06-23 | Stadthalle, Zwickau, Sachsen, Alemania                             |                                                                                                  |
| G                              | 10-0   | Héctor Alfredo Ávila | UD   | 8           | 2007-04-14 | Porsche-Arena, Stuttgart, Baden-Württemberg, Alemania              |                                                                                                  |
| G                              | 9-0    | Jason Curry          | KO   | 1 (8)       | 2006-12-16 | BigBox, Kempten, Bayern, Alemania                                  |                                                                                                  |
| G                              | 8-0    | Jean Claude Bikoi    | UD   | 8           | 2006-09-23 | Rittal Arena, Wetzlar, Hessen, Alemania                            |                                                                                                  |
| G                              | 7-0    | Carl Gathright       | KO   | 1 (8)       | 2006-05-13 | Stadthalle, Zwickau, Sachsen, Alemania                             |                                                                                                  |
| G                              | 6-0    | Ervin Slonka         | RTD  | 3 (6)       | 2006-04-08 | Saaltheater Geulen, Aachen, Nordrhein-Westfalen, Alemania          |                                                                                                  |
| G                              | 5-0    | Aleksejs Kosobokovs  | UD   | 6           | 2006-03-04 | EWE-Arena, Oldenburg, Niedersachsen, Alemania                      |                                                                                                  |
| G                              | 4-0    | Aleksejs Kosobokovs  | DQ   | 2 (6)       | 2005-12-10 | Leipziger Arena, Leipzig, Sachsen, Alemania                        |                                                                                                  |
| G                              | 3-0    | Mounir Chibi         | UD   | 4           | 2005-11-12 | Sporthalle, Alsterdorf, Hamburg, Alemania                          |                                                                                                  |
| G                              | 2-0    | Vladislav Druso      | KO   | 1 (4)       | 2005-09-10 | Sportcenter Jumps, Weissensee, Berlín, Alemania                    |                                                                                                  |
| G                              | 1-0    | David Vicena         | TKO  | 2 (4)       | 2005-09-03 | International Congress Center, Charlottenburg, Berlín, Alemania    |                                                                                                  |

## Actor
En 2010 Hernández interpretó a Joe Louis en la película alemana Max Schmeling.

## Vida personal
Su hermano mayor, Yoel Romero, es luchador profesional de UFC.